# Hotel Dajti
Hotel Dajti (titolo completo Hotel Dajti - Una storia al di là del mare) è un film del 2001 diretto da Carmine Fornari.
Il film, riconosciuto di interesse nazionale culturale dal Dipartimento dello Spettacolo della Presidenza del Consiglio dei Ministri, ha partecipato al Festival di Annecy (2001) e al Festival International du Film d'Amour di Mons (2002).

## Trama
Roma 1938. Andrea è un giovane illusionista che lavora in teatri di periferia e vive di espedienti al limite della legge. Per uno sgarro fatto alla polizia deve scappare ed accetta una scrittura in Albania al Grand Hotel Dajti, un albergo che prende il nome dalla omonima montagna alla spalle di Tirana. Incontra una giovane ragazza albanese di nome Sara che sposa e con cui riesce a fare degli spettacoli di illusionismo al limite della realtà che lo rendono famoso. Viene rintracciato dalla polizia e Andrea, Sara con il loro piccolo figlio Emir devono scappare verso in Italia. È il 1944, siamo alla fine della guerra, nella fuga Sara viene colpita proprio mentre cerca di salire sul traghetto che li avrebbero salvati e sparisce in acqua. Andrea con il figlio arriva in Italia e rimane in un paesino della costa pugliese convinto della morte di sua moglie con un senso di colpa che gli distrugge la vita. Dopo poco anche il figlio muore per un male incurabile e lui si mette a fare il mago di paese, predicendo il futuro e facendo parlare i morti. Dopo quarant'anni si presenta a casa sua un ragazzo di nome Pinuccio che porta in tasca la prova che la sua Sara è ancora viva.
Pinuccio è figlio di nessuno, scappato da una comunità di accoglienza, fa il manovale per la criminalità organizzata dedita al contrabbando in mare, porta con sé il desiderio di quella famiglia che non ha mai avuto. Quando Pinuccio incontra Andrea nasce un legame che diventa sempre più profondo. Andrea racconta la sua storia a Pinuccio e lui lo accompagna nella ricerca di Sara in un viaggio di ritorno nell'Albania di oggi, tra il ricordo, le vecchie amicizie, il passato di Andrea, la sua storia e i suoi fantasmi. Andrea esercita un grande fascino su Pinuccio e, con la sua abilità a trasformare l'apparenza in realtà e la credibilità in fiducia, fa diventare il loro viaggio uníesperienza di vita in cui Andrea trasmette a Pinuccio il senso fantastico delle cose, dei sentimenti, il suo rapporto intenso col mondo. Sara è morente su di un letto, l'ultimo incontro con Andrea è per ricucire le vecchie ferite, cancellare in parte il senso di colpa e soprattutto, ricongiungere una famiglia distrutta dagli eventi del tempo, perché è proprio una famiglia che Andrea riesce a ricongiungere agli occhi di una Sara morente, facendo passare Pinuccio come il loro figlio, come in un grande gioco di prestigio, che permette però alla vecchia signora, di sorridere, di abbracciare un figlio che credeva perso, di chiudere gli occhi per sempre con una dolce espressione sul viso. Sara muore, così quasi come per caso, Pinuccio si accorge che non è lui ad aver bisogno di Andrea, ma che è Andrea che ha bisogno di lui. Il viaggio è finito, ma i due si ritrovano non più soli.

## Produzione
Il film è girato in Puglia, con molte riprese a Bari, città di origine del regista.
L'Hotel "Dajti" esiste veramente a Tirana sul Boulevard Dëshmorët e Kombit, progettato dagli architetti Gherardo Bosio e Gio Ponti, è stato l'albergo più moderno nei Balcani e uno dei simboli del turismo dell'Albania.
L'anteprima del film è stata presentata nel 2000 da Carmine Fornari a Monopoli durante la rassegna "Sguardi di Cinema Italiano".

## Colonna sonora
Le musiche sono composte da Elvira e Giovanni Locascio. Il cd della colonna sonora è stato pubblicato dall'etichetta Warner Chappel Music. Il cd contiene le seguenti tracce:
- 1. Canto d'amore
- 2. Canto d'amore
- 3. Pinuccio
- 4. Like An Ocean
- 5. Molfetta
- 6. Risveglio
- 7. Malandrino
- 8. Canto d'amore
- 9. Canto d'amore
- 10. Discoteca
- 11. Pinuccio
- 12. Pinuccio
- 13. Sara